# 越勒肱
越勒肱（？—536年），又作越勒特，西魏官员，官至司空。
越勒出於越勒部，因以為姓。其先库狄越勒部酋长，以部因氏，勒为勤之讹，越勤本部落名，住在跋那山，跋那山在今陕西榆林东北。北魏道武帝天兴五年，酋长率部万余家归北魏，居五原之北，因以部为氏。永熙三年（534年）七月，以岐州刺史越勒特为仪同三司。大统元年（535年）七月，西魏文帝以開府儀同三司念賢為太尉，以司空万俟壽樂干為司徒，以開府儀同三司越勒肱為司空。大统二年（536年）五月，司空越勒肱去世。